# 大谷圭志
大谷 圭志（おおたに けいし、1983年4月17日 - ）は、群馬県伊勢崎市出身の元サッカー選手。ポジションは主に守備的ミッドフィールダー。
元サッカー選手の大谷昌司は双子の兄である。元U-18（18歳以下）日本代表。

## 来歴
小学校3年生の時にサッカーを始める。
1999年に前橋育英高等学校へ進学。3年時には同期に兄・大谷昌司や相川進也、浅川智、岡本勇輝、佐田聡太郎、里見仁義、須田剛史、坪内秀介のいるチームで主将に就いた。同年度の全国高校選手権本大会直前に左膝前十字靭帯断裂という重傷を負ったが 手術を延期してベンチ入りし、チームを鼓舞した。
2002年に高校を卒業し、Jリーグ・FC東京に入団。長期のリハビリを経て同年11月に練習に合流した。プロのプレー判断の速さに慣れる機会を逃してしまったが、2003年にはJサテライトリーグでボランチやサイドバックを務め、2004年に入った頃には、持ち前の粘り強い守備と思い切りの良いプレーを発揮しつつあった。
2004年6月、JFL・ザスパ草津へ期限付き移籍。自身の希望ポジションでもある ボランチに配され、初出場となった同月末のJFL前期第15節佐川急便大阪SC戦で早速得点を挙げレギュラーに定着。後期第12節大塚製薬SC戦の負傷退場に至るまで中盤の守備でチームを支え、翌年からのJリーグ昇格に大きく貢献した。2005年に草津へ完全移籍加入。大塚戦での重傷により同年をリハビリに費やし、2006年に戦線復帰したが、チーム内で定位置を確保できず、この年限りで草津との契約を満了。選手生活を退いた。

## 所属クラブ
- 伊勢崎南SC (伊勢崎市立伊勢崎南小学校)[1]
- 伊勢崎市立伊勢崎第一中学校[1]
- 前橋育英高等学校[2]
- 2002年 - 2004年 FC東京
  - 2004年6月 - 12月 ザスパ草津 (期限付き移籍)
- 2005年 - 2006年 ザスパ草津

## 個人成績
| 国内大会個人成績 | 国内大会個人成績 | 国内大会個人成績 | 国内大会個人成績 | 国内大会個人成績 | 国内大会個人成績 | 国内大会個人成績 | 国内大会個人成績 | 国内大会個人成績 | 国内大会個人成績 | 国内大会個人成績 | 国内大会個人成績 |
| 年度             | クラブ           | 背番号           | リーグ           | リーグ戦         | リーグ戦         | リーグ杯         | リーグ杯         | オープン杯       | オープン杯       | 期間通算         | 期間通算         |
| 年度             | クラブ           | 背番号           | リーグ           | 出場             | 得点             | 出場             | 得点             | 出場             | 得点             | 出場             | 得点             |
| 日本             | 日本             | 日本             | 日本             | リーグ戦         | リーグ戦         | リーグ杯         | リーグ杯         | 天皇杯           | 天皇杯           | 期間通算         | 期間通算         |
| ---------------- | ---------------- | ---------------- | ---------------- | ---------------- | ---------------- | ---------------- | ---------------- | ---------------- | ---------------- | ---------------- | ---------------- |
| 2002             | FC東京           | 28               | J1               | 0                | 0                | 0                | 0                | 0                | 0                | 0                | 0                |
| 2003             | FC東京           | 28               | J1               | 0                | 0                | 0                | 0                | 0                | 0                | 0                | 0                |
| 2004             | FC東京           | 28               | J1               | 0                | 0                | 0                | 0                | -                | -                | 0                | 0                |
| 2004             | 草津             | 30               | JFL              | 13               | 1                | -                | -                | 2                | 0                | 15               | 1                |
| 2005             | 草津             | 19               | J2               | 0                | 0                | -                | -                | 0                | 0                | 0                | 0                |
| 2006             | 草津             | 8                | J2               | 4                | 0                | -                | -                | 0                | 0                | 4                | 0                |
| 通算             | 日本             | 日本             | J1               | 0                | 0                | 0                | 0                | 0                | 0                | 0                | 0                |
| 通算             | 日本             | 日本             | J2               | 4                | 0                | -                | -                | 0                | 0                | 4                | 0                |
| 通算             | 日本             | 日本             | JFL              | 13               | 1                | -                | -                | 2                | 0                | 15               | 1                |
| 総通算           | 総通算           | 総通算           | 総通算           | 17               | 1                | 0                | 0                | 2                | 0                | 19               | 1                |

- 2004年6月26日：JFL初出場・初得点 - JFL前期第15節 vs佐川急便大阪SC (伊勢崎市華蔵寺公園陸上競技場)[11]
- 2006年3月11日：Jリーグ初出場 - J2第2節 vs柏レイソル (群馬県立敷島公園県営陸上競技場)[2]

## 代表・選抜歴
- 2001年 - U-18サッカー日本代表
  - 国際ユースサッカーin新潟[14]
  - SBSカップ 国際ユースサッカー[15]
- 2001年 - 群馬県選抜
  - 国民体育大会サッカー競技